# غسيل المعلومات
غسيل المعلومات هو إضافة أخبار كاذبة أو غير صحيحة من مصادر لم يتم التحقق منها إلى مصدر معلومات رئيسي (مثل كتب أو مواقع أو موسوعات) مما يؤدي إلى تقديم معلومات مضللة لتبدو مقبولة على أنها معلومات صحيحة ظاهريًا، ولذلك مصطلح غسيل المعلومات يشبه غسيل الأموال - تحويل الأموال غير المشروعة إلى أموال مشروعة ظاهريًا.
يستخدم غسيل المعلومات عادة في أغراض الدعاية والترويج أو تحسين سمعة العملاء أو الإضرار بخصومهم عن طريق نشر معلومات عبر بعض المصادر المعروفة لجعلها تبدو كحقائق ومعلومات صحيحة.
في التعلم الآلي العدائي يشير مصطلح غسيل المعلومات إلى استراتيجية عامة تعمل عن قصد على تغيير المعلومات التي يتم إصدارها للخصوم بهدف التخفيف من هجمات سرقة النماذج .

## الوصف
يمكن أن يحدث غسيل المعلومات كما لخصه الممثل الكوميدي والمعلق الأمريكي جون ستيوارت عندما تبلغ المؤسسات الإخبارية ذات السمعة الطيبة نسبيًا عن شيء كتبته مدونة أو منصة مجهولة المصداقية، قد تنسب هذه المؤسسات الإخبارية التأكيد لكن قد يحذف المنشور في مصدره الأصلي ويبقى في المصدر الآخر، يقول ستيوارت: "لقد تم غسل هذه المعلومات [حول مصدر الأخبار] الآن" ويكتسب تأكيد وثقة سواء كان مصدره موثوقًا أم لا، خاصة إذا تم استخدامه من قبل منافذ معروفة بمعايير عالية.
يجادل آدم كلاين من جامعة بيس الذي طور النظرية بأن غسيل المعلومات مشابه لكيفية غسل المجرمين للأموال غير المشروعة في المؤسسات المالية. في حالة غسيل المعلومات يتدفق التبادل غير المشروع للمعلومات عبر الشبكات الاجتماعية والمدونات السياسية ومحركات البحث حيث يختلطون مع الأفكار السائدة ويغسلون تدريجياً، ووفقًا لكلاين "تنمو الأنماط في مجتمعات مثل Reddit أو Twitter والتي يمكن أن تكون بمثابة حاضنات ثم ينتقلون إلى مواقع الويب والمدونات السياسية المحترمة حتى يتم التقاطهم في بعض الأحيان من قبل المنافذ الإخبارية الرئيسية على أنهم "معلومات موثوقة".
يمكن أن تكون المنصات الرقمية عرضة بشكل خاص لجهود غسيل المعلومات حيث يمكن لمقاطع الفيديو المزيفة ( التزييف العميق ) والصور ( التلاعب بالصور ) إنشاء لحظات إعلامية ونشر معلومات مضللة. وفقًا لكارين كورنبلوه مديرة مبادرة الديمقراطية للابتكار الرقمي التابعة لصندوق مارشال الألماني وإلين جودمان مديرة معهد روتجرز لسياسة المعلومات والقانون أن الروبوتات والحسابات المزيفة ومزارع النقر "يتظاهرون بأنهم أشخاص ليسوا كذلك خلق إحساس زائف بالإجماع "والمنصات التجارية" المصممة لإبقاء المستخدمين متصلين بالإنترنت ليتم عرض الإعلانات عليهم ، وينتهي بهم الأمر إلى تفضيل المشاركة على الحقيقة أو المصلحة العامة وغالبًا ما يكون الدافع وراء المشاركة هو الغضب والاشمئزاز لذلك هذا ما تكافئه الخوارزمية . " 
وفقًا لتقرير صادر عن الناتو في عام 2020 فإن الجهات الحكومية التي تشارك في غسيل المعلومات ولا سيما روسيا مدعومة عمومًا بالقدرات السيبرانية التي تعزز انتشار وتضخيم القطعة المغسولة، على سبيل المثال من خلال إنشاء شخصيات مزيفة وحسابات مزيفة بغرض التلاعب بالمعلومات ومنها على سبيل المثال من خلال توزيع خطابات مزورة ".
تصف عبارة مشابهة ( غسيل الأفكار) كيف يمكن للأكاديميين تطوير الأفكار غير العلمية كمعرفة أو حقيقة.
وبالمثل فإن الاستشهاد بغسيل الأموال هو مصطلح عام يستخدم للإشارة إلى عدد من الممارسات بما في ذلك:
- إخفاء الاستشهاد الذاتي عن طريق الاستشهاد بشخص أشار إلى عمل المرء.[19] (يُطلق عليه أحيانًا اسم "الاقتباس الخفي".[20] لا ينبغي الخلط بين الاقتباس الذاتي الفردي والاستشهاد الذاتي في المجلات ، والمعروف باسم الاقتباس القسري .[21][22] )
- نقلاً عن عدد من الأعمال الحديثة التي تسحب جميعها معلوماتها في النهاية من مصدر واحد معيب. يمكن أن يكون هذا تضليلًا متعمدًا أو نقصًا عرضيًا في الدقة.

عادة ما تتم ممارسات الاستشهاد الذاتي بقصد زيادة تأثير البحث العلمي للباحث من حيث المقاييس مثل مؤشر h ؛ يمكن لمجموعات العلماء تشكيل "مزارع الاستشهاد" أو "مزارع الاستشهاد" لتوسيع عمل بعضهم البعض. يمكن أن يساهم الاقتباس الذاتي أو الاقتباس المشترك بهذه الطريقة أيضًا في غسيل المعلومات لأنه يزيد من السلطة الظاهرة للمطالبة دون التحقيق بدقة في مصدرها.

## أمثلة
في عام 2013 كان موقع ويكيليكس الذي ينشر معلومات سرية من مصادر مجهولة المصدر من قبل، وأتهمه جوناثان هولمز على قناة ABC Australia بأنه يقوم بغسل معلومات.
يُزعم غسل المعلومات في نشر أخبار كاذبة عبر وسائل التواصل الاجتماعي في انتخابات 2018 المكسيكية .
يقول مسؤولو المخابرات الأمريكية إن روسيا استخدمت غسيل المعلومات لنشر معلومات مضللة في الغرب حول وباء COVID-19  وانتخابات 2020 في الولايات المتحدة . تضمنت الجهود الروسية شبكة من الحسابات المزيفة على وسائل التواصل الاجتماعي . يشتبه أيضًا في أن الدعاية الروسية التي تستخدم غسيل المعلومات تثير مخاوف بشأن تقنية 5G . يستشهد التحالف من أجل تأمين الديمقراطية وهو مجموعة أمريكية تعارض الجهود الروسية لتقويض الانتخابات الغربية بماسكيروفكا وهو عقيدة عسكرية سوفيتية -را تُترجم على أنها `` قناع '' أو `` حفلة تنكرية '' ، كمقدمة لغسيل المعلومات الروسية.
كانت مسيرات "أنقذوا الأطفال " المحلية في عام 2020 من قبل مؤيدي QAnon وهي نظرية مؤامرة يمينية متطرفة أمريكية مثالًا على غسيل المعلومات ، حيث قامت QAnon بإدعاء خطف في محاولة لجذب تغطية إخبارية تلفزيونية محلية ساذجة وفقًا لبراندي زادروزني . ان بي سي نيوز .
وفقًا لمجلة الإيكونوميست فإن إندبندنت أونلاين في جنوب إفريقيا "غالبًا ما تشارك في" غسيل المعلومات "المصمم لجعل المشاعر تبدو محلية، كما يقول هيرمان واسرمان من جامعة كيب تاون على سبيل المثال ستنشر قصة وكالة أنباء صينية حول مؤامرة البيولاب، ثم تحصل على زعيم طلابي يساري لكتابة مقال يعبر عن القلق بشأن البيولاب المفترضة. ستستخدم وكالات الأنباء الصينية ذلك في الكتابة عن مدى قلق مواطني جنوب إفريقيا، وبالتالي إنتاج "قصة" من لا شيء على الإطلاق. " 

## أنظر أيضا
- تداول السلسلة(en)
- التسويق الماكر
- إسناد دائري